# Coppa del mondo di arrampicata 2023
La Coppa del mondo di arrampicata 2023 è stata la trentacinquesima edizione della manifestazione organizzata dall'International Federation of Sport Climbing; ha avuto inizio il 21 aprile 2023 ad Hachiōji, in Giappone, e si è conclusa il 24 settembre 2023 a Wujiang, in Cina.
Sia in campo maschile che in campo femminile erano nel programma 18 gare: 6 lead, 6 boulder e 6 speed, in 12 diverse località.

## Uomini

### Risultati
| Data         | Località            | Nazione       | Spec. | Primo              | Secondo           | Terzo               |
| ------------ | ------------------- | ------------- | ----- | ------------------ | ----------------- | ------------------- |
| 23 aprile    | Hachiōji            | Giappone      | B     | Mejdi Schalck      | Hannes Van Duysen | Paul Jenft          |
| 28 aprile    | Seul                | Corea del Sud | S     | Veddriq Leonardo   | Long Jinbao       | Wang Xinshang       |
| 30 aprile    | Seul                | Corea del Sud | B     | Mejdi Schalck      | Tomoa Narasaki    | Chon Jong-won       |
| 7 maggio     | Giacarta            | Indonesia     | S     | Raharjati Nursamsa | Wang Xinshang     | Kiromal Katibin     |
| 22 maggio    | Salt Lake City      | Stati Uniti   | S     | Veddriq Leonardo   | Wu Peng           | Kiromal Katibin     |
| 22 maggio    | Salt Lake City      | Stati Uniti   | B     | Tomoa Narasaki     | Sorato Anraku     | Toby Roberts        |
| 3 giugno     | Praga               | Rep. Ceca     | B     | Lee Do-hyun        | Adam Ondra        | Mejdi Schalck       |
| 11 giugno    | Bressanone          | Italia        | B     | Toby Roberts       | Lee Do-hyun       | Yoshiyuki Ogata     |
| 16 giugno    | Innsbruck           | Austria       | B     | Sorato Anraku      | Meichi Narasaki   | Sam Avezou          |
| 18 giugno    | Innsbruck           | Austria       | L     | Sascha Lehmann     | Alexander Megos   | Jakob Schubert      |
| 1º luglio    | Villars-sur-Ollon   | Svizzera      | L     | Jakob Schubert     | Adam Ondra        | Alexander Megos     |
| 2 luglio     | Villars-sur-Ollon   | Svizzera      | S     | Long Jianguo       | Zhang Liang       | Ryō Omasa           |
| 8 luglio     | Chamonix-Mont-Blanc | Francia       | S     | Rahmad Adi Mulyono | Rišat Chajbullin  | Raharjati Nursamsa  |
| 9 luglio     | Chamonix-Mont-Blanc | Francia       | L     | Toby Roberts       | Sam Avezou        | Sorato Anraku       |
| 15 luglio    | Briançon            | Francia       | L     | Sorato Anraku      | Taisei Homma      | Satone Yoshida      |
| 9 settembre  | Capodistria         | Slovenia      | L     | Sorato Anraku      | Jesse Gruper      | Alberto Ginés López |
| 23 settembre | Wujiang             | Cina          | S     | Wu Peng            | Jingjie Huang     | Ryo Omasa           |
| 24 settembre | Wujiang             | Cina          | L     | Sorato Anraku      | Shion Omata       | Taisei Homma        |

Legenda:

L = lead

B = boulder

S = speed

### Classifiche

#### Lead
| Pos.                                                                        | Atleta          | Austria (bandiera) | Svizzera (bandiera) | Francia (bandiera) | Francia (bandiera) | Slovenia (bandiera) | Cina (bandiera) | Punti |
| --------------------------------------------------------------------------- | --------------- | ------------------ | ------------------- | ------------------ | ------------------ | ------------------- | --------------- | ----- |
| 1                                                                           | Sorato Anraku   | 4                  | 6                   | 3                  | 1                  | 1                   | 1               | 4300  |
| 2                                                                           | Alexander Megos | 2                  | 3                   | 4                  | -                  | 5                   | -               | 2650  |
| 3                                                                           | Taisei Homma    | 9                  | 13                  | 12                 | 2                  | 13                  | 3               | 2455  |
| 4                                                                           | Shion Omata     | 6                  | 12                  | 11                 | 3                  | 15                  | 2               | 2445  |
| 5                                                                           | Toby Roberts    | 16                 | 4                   | 1                  | -                  | 4                   | -               | 2440  |
| \| Legenda \| 1º posto \| 2º posto \| 3º posto \| A punti \| Senza punti \| |                 |                    |                     |                    |                    |                     |                 |       |
| Legenda                                                                     | 1º posto        | 2º posto           | 3º posto            | A punti            | Senza punti        |                     |                 |       |

#### Boulder
| Pos.                                                                        | Atleta         | Giappone (bandiera) | Corea del Sud (bandiera) | Stati Uniti (bandiera) | Rep. Ceca (bandiera) | Italia (bandiera) | Austria (bandiera) | Punti |
| --------------------------------------------------------------------------- | -------------- | ------------------- | ------------------------ | ---------------------- | -------------------- | ----------------- | ------------------ | ----- |
| 1                                                                           | Sorato Anraku  | 5                   | 29                       | 2                      | 7                    | 5                 | 1                  | 3350  |
| 2                                                                           | Lee Do-hyun    | 7                   | 4                        | 39                     | 1                    | 2                 | 14                 | 3130  |
| 3                                                                           | Tomoa Narasaki | 10                  | 2                        | 1                      | 10                   | 6                 | 11                 | 3000  |
| 4                                                                           | Toby Roberts   | 25                  | 8                        | 3                      | 15                   | 1                 | 9                  | 2710  |
| 5                                                                           | Mejdi Schalck  | 1                   | 1                        | -                      | 3                    | -                 | -                  | 2690  |
| \| Legenda \| 1º posto \| 2º posto \| 3º posto \| A punti \| Senza punti \| |                |                     |                          |                        |                      |                   |                    |       |
| Legenda                                                                     | 1º posto       | 2º posto            | 3º posto                 | A punti                | Senza punti          |                   |                    |       |

#### Speed
| Pos.                                                                        | Atleta             | Corea del Sud (bandiera) | Indonesia (bandiera) | Stati Uniti (bandiera) | Svizzera (bandiera) | Francia (bandiera) | Cina (bandiera) | Punti |
| --------------------------------------------------------------------------- | ------------------ | ------------------------ | -------------------- | ---------------------- | ------------------- | ------------------ | --------------- | ----- |
| 1                                                                           | Veddriq Leonardo   | 1                        | 5                    | 1                      | 5                   | 9                  | -               | 3470  |
| 2                                                                           | Wu Peng            | 6                        | 4                    | 2                      | 6                   | 7                  | 1               | 3405  |
| 3                                                                           | Samuel Watson      | 9                        | 6                    | 4                      | 5                   | 10                 | 7               | 2550  |
| 4                                                                           | Long Jianguo       | 4                        | 34                   | 5                      | 1                   | 11                 | 40              | 2510  |
| 5                                                                           | Rahmad Adi Mulyono | 10                       | 9                    | 9                      | 10                  | 1                  | -               | 2460  |
| \| Legenda \| 1º posto \| 2º posto \| 3º posto \| A punti \| Senza punti \| |                    |                          |                      |                        |                     |                    |                 |       |
| Legenda                                                                     | 1º posto           | 2º posto                 | 3º posto             | A punti                | Senza punti         |                    |                 |       |

## Donne

### Risultati
| Data         | Località            | Nazione       | Spec. | Prima               | Seconda                     | Terza                       |
| ------------ | ------------------- | ------------- | ----- | ------------------- | --------------------------- | --------------------------- |
| 22 aprile    | Hachiōji            | Giappone      | B     | Brooke Raboutou     | Hannah Meul                 | Anon Matsufuji              |
| 28 aprile    | Seul                | Corea del Sud | S     | Aleksandra Mirosław | Natalia Kałucka             | Desak Made Rita Kusuma Dewi |
| 30 aprile    | Seul                | Corea del Sud | B     | Miho Nonaka         | Oriane Bertone              | Brooke Raboutou             |
| 7 maggio     | Giacarta            | Indonesia     | S     | Aleksandra Mirosław | Desak Made Rita Kusuma Dewi | Aleksandra Kałucka          |
| 21 maggio    | Salt Lake City      | Stati Uniti   | S     | Aleksandra Mirosław | Desak Made Rita Kusuma Dewi | Deng Lijuan                 |
| 21 maggio    | Salt Lake City      | Stati Uniti   | B     | Natalia Grossman    | Oriane Bertone              | Brooke Raboutou             |
| 4 giugno     | Praga               | Rep. Ceca     | B     | Oriane Bertone      | Janja Garnbret              | Flavy Cohaut                |
| 10 giugno    | Bressanone          | Italia        | B     | Natalia Grossman    | Seo Chae-hyun               | Staša Gejo                  |
| 15 giugno    | Innsbruck           | Austria       | B     | Janja Garnbret      | Natalia Grossman            | Miho Nonaka                 |
| 18 giugno    | Innsbruck           | Austria       | L     | Janja Garnbret      | Ai Mori                     | Jessica Pilz                |
| 1º luglio    | Villars-sur-Ollon   | Svizzera      | L     | Janja Garnbret      | Jessica Pilz                | Brooke Raboutou             |
| 2 luglio     | Villars-sur-Ollon   | Svizzera      | S     | Natalia Kałucka     | Emma Hunt                   | Deng Lijuan                 |
| 8 luglio     | Chamonix-Mont-Blanc | Francia       | S     | Rajiah Sallsabillah | Victoire Andrier            | Nurul Iqamah                |
| 9 luglio     | Chamonix-Mont-Blanc | Francia       | L     | Kim Ja-in           | Nonoha Kume                 | Hélène Janicot              |
| 15 luglio    | Briançon            | Francia       | L     | Vita Lukan          | Eliška Adamovská            | Manon Hily                  |
| 9 settembre  | Capodistria         | Slovenia      | L     | Janja Garnbret      | Ai Mori                     | Vita Lukan                  |
| 23 settembre | Wujiang             | Cina          | S     | Deng Lijuan         | Natalia Kałucka             | Di Niu                      |
| 24 settembre | Wujiang             | Cina          | L     | Ai Mori             | Jessica Pilz                | Natsuki Tanii               |

Legenda:

L = lead

B = boulder

S = speed

### Classifiche

#### Lead
| Pos.                                                                        | Atleta         | Austria (bandiera) | Svizzera (bandiera) | Francia (bandiera) | Francia (bandiera) | Slovenia (bandiera) | Cina (bandiera) | Punti |
| --------------------------------------------------------------------------- | -------------- | ------------------ | ------------------- | ------------------ | ------------------ | ------------------- | --------------- | ----- |
| 1                                                                           | Jessica Pilz   | 3                  | 2                   | 4                  | -                  | 11                  | 2               | 3235  |
| 2                                                                           | Janja Garnbret | 1                  | 1                   | -                  | -                  | 1                   | -               | 3000  |
| 3                                                                           | Vita Lukan     | 17                 | 13                  | 7                  | 1                  | 3                   | 13              | 2725  |
| 4                                                                           | Ai Mori        | 2                  | -                   | -                  | -                  | 2                   | 1               | 2610  |
| 5                                                                           | Natsuki Tanii  | 26                 | 6                   | 9                  | 8                  | 8                   | 3               | 2525  |
| \| Legenda \| 1º posto \| 2º posto \| 3º posto \| A punti \| Senza punti \| |                |                    |                     |                    |                    |                     |                 |       |
| Legenda                                                                     | 1º posto       | 2º posto           | 3º posto            | A punti            | Senza punti        |                     |                 |       |

#### Boulder
| Pos.                                                                        | Atleta           | Giappone (bandiera) | Corea del Sud (bandiera) | Stati Uniti (bandiera) | Rep. Ceca (bandiera) | Italia (bandiera) | Austria (bandiera) | Punti  |
| --------------------------------------------------------------------------- | ---------------- | ------------------- | ------------------------ | ---------------------- | -------------------- | ----------------- | ------------------ | ------ |
| 1                                                                           | Natalia Grossman | 8                   | 11                       | 1                      | -                    | 1                 | 2                  | 3527,5 |
| 2                                                                           | Miho Nonaka      | 11                  | 1                        | 9                      | 4                    | -                 | 3                  | 3005   |
| 3                                                                           | Brooke Raboutou  | 1                   | 3                        | 3                      | -                    | -                 | 4                  | 2990   |
| 4                                                                           | Oriane Bertone   | 31                  | 2                        | 2                      | 1                    | -                 | -                  | 2649,5 |
| 5                                                                           | Ayala Kerem      | 4                   | 6                        | -                      | 13                   | 4                 | -                  | 1995   |
| \| Legenda \| 1º posto \| 2º posto \| 3º posto \| A punti \| Senza punti \| |                  |                     |                          |                        |                      |                   |                    |        |
| Legenda                                                                     | 1º posto         | 2º posto            | 3º posto                 | A punti                | Senza punti          |                   |                    |        |

#### Speed
| Pos.                                                                        | Atleta                      | Corea del Sud (bandiera) | Indonesia (bandiera) | Stati Uniti (bandiera) | Svizzera (bandiera) | Francia (bandiera) | Cina (bandiera) | Punti |
| --------------------------------------------------------------------------- | --------------------------- | ------------------------ | -------------------- | ---------------------- | ------------------- | ------------------ | --------------- | ----- |
| 1                                                                           | Natalia Kałucka             | 2                        | 6                    | 5                      | 1                   | 5                  | 2               | 3700  |
| 2                                                                           | Aleksandra Mirosław         | 1                        | 1                    | 1                      | -                   | -                  | 2               | 3545  |
| 3                                                                           | Deng Lijuan                 | 5                        | 4                    | 3                      | 3                   | -                  | 1               | 3535  |
| 4                                                                           | Desak Made Rita Kusuma Dewi | 3                        | 2                    | 2                      | 5                   | 9                  | -               | 3225  |
| 5                                                                           | Rajiah Sallsabillah         | 6                        | 8                    | 4                      | 6                   | 1                  | -               | 3015  |
| \| Legenda \| 1º posto \| 2º posto \| 3º posto \| A punti \| Senza punti \| |                             |                          |                      |                        |                     |                    |                 |       |
| Legenda                                                                     | 1º posto                    | 2º posto                 | 3º posto             | A punti                | Senza punti         |                    |                 |       |